# Tarta de fresas
La tarta de fresas es un postre que consiste principalmente en fresas y azúcar en una base de masa quebrada, a veces con gelatina. A menudo se sirve con crema batida.

## Preparación
Las tartas de fresas frescas generalmente se hacen con bayas de temporada, mientras que las fresas fuera de temporada suelen ser más adecuadas para tartas horneadas. Una tarta doble de fresas tiene fresas glaseadas sin cocer encima y una capa de fresas cocidas debajo.
Una pregunta común acerca de las tartas de fresa es cómo evitar que la corteza se vuelva blanda o «líquida». Las posibles causas de los pasteles de fresa aguados incluyen el espesante, particularmente cuando no se usa suficiente almidón de maíz, o cuando ha perdido sus propiedades espesantes después de haber sido cocinado por mucho tiempo. Las fresas en sí pueden contribuir a la aguación si se cortan demasiado finamente. Algunas recetas agregan una capa de queso crema para ayudar a mantener la corteza del pastel crujiente.

## Consumo
En los Estados Unidos, el pastel de fresas es una de las comidas rojas que a menudo se sirven en las celebraciones del Juneteenth, y también es un postre popular en las reuniones festivas por el Día de la Independencia de los Estados Unidos.
Los concursos de comer pasteles de fresa son parte de muchos festivales de fresas de verano en todo Estados Unidos. En el concurso anual en Athens, Georgia, el ganador de 2017 comió cinco rebanadas en 90 segundos.
Cada año, en mayo, en Huntington, Virginia Occidental, Jim's Steak and Spaghetti House sirve más de 10 000 rebanadas de pastel de fresa durante una sola semana, mientras miles de clientes hacen fila frente a sus puertas. Su pastel de fresa, que consiste en «fresas frescas en capas en una base de pastel con azúcar de confitería y crema batida real», ha recibido el reconocimiento nacional de la revista People y Food Network.

## Postres relacionados
La principal diferencia entre un tarta de fresas estilo pie y una tarta de fresas estilo tart es la corteza. Las tartas de fresa estilo pie tienen masas simples y se pueden hacer rápidamente. Las tartas de fresa estilo tart, por otro lado, tienen una masa de hojaldre dulce que se asemeja a una galleta de mantequilla fina y tardan más en hacerse, con una capa de crema pastelera que necesita enfriarse. La torta de morango es un postre de consumo común en Brasil.
Un postre relacionado es el pastel de fresa y ruibarbo, un pastel horneado que tiende a volverse «muy jugoso» o «empapado», debido al alto contenido de agua tanto del ruibarbo como de las fresas.

## Galería

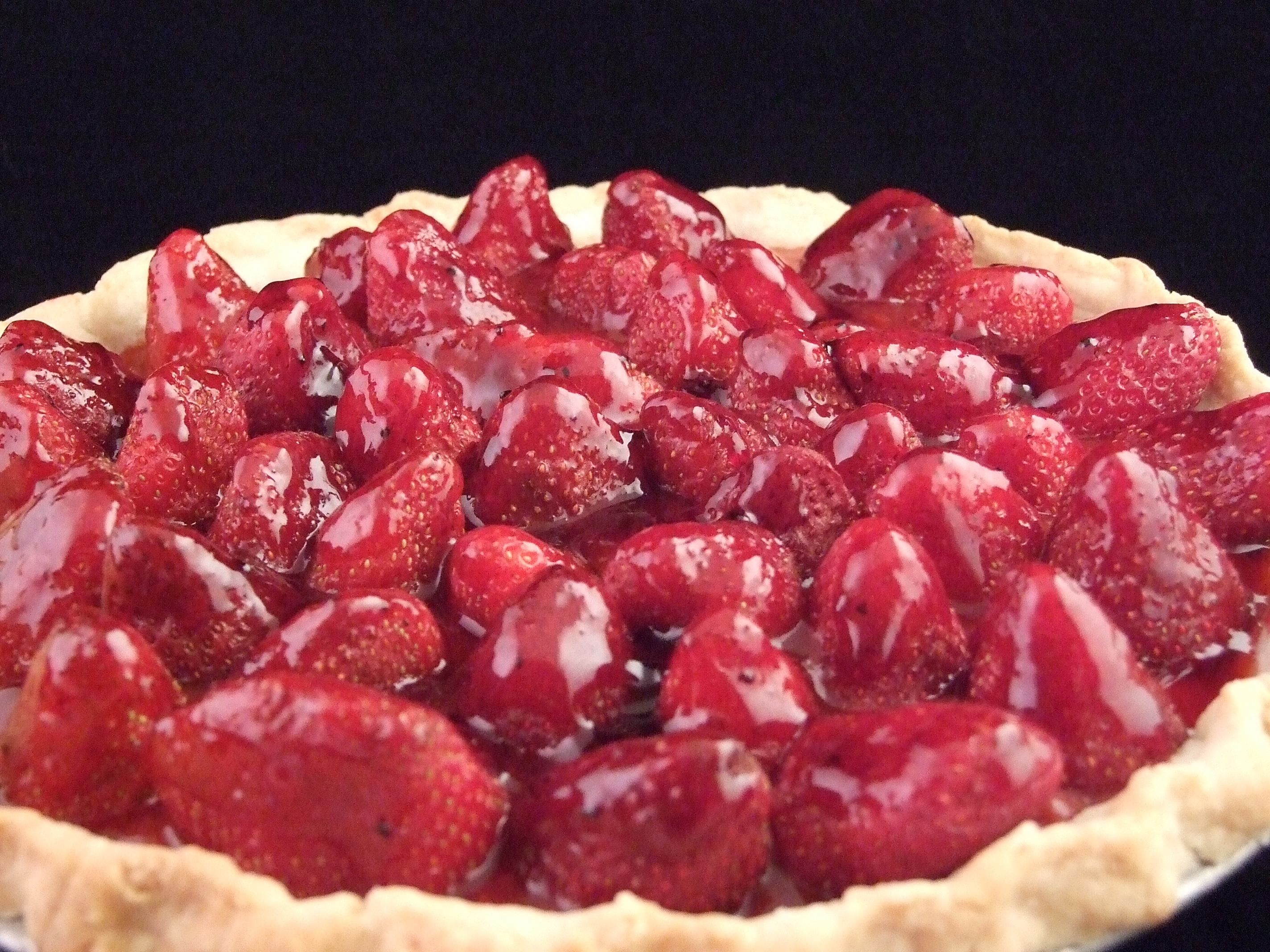
Tarta doble de fresas
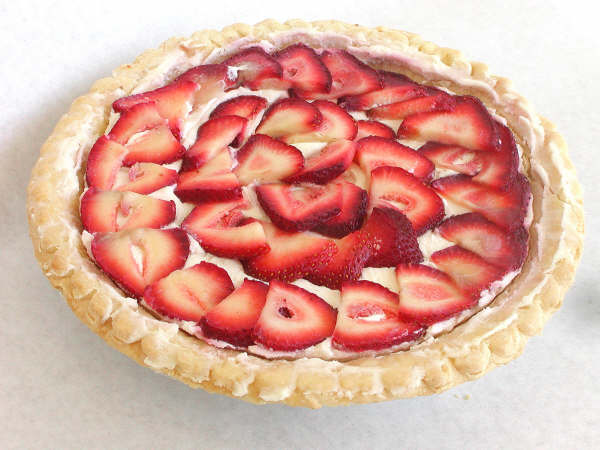
Tarta de fresas con queso
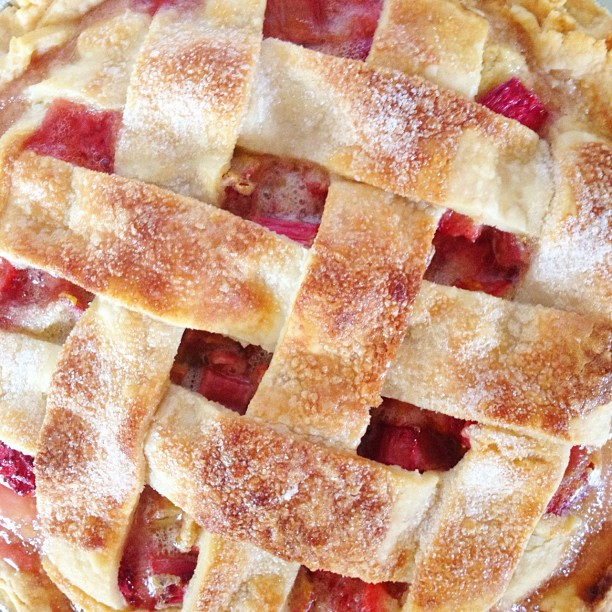
Pastel de ruibarbo de fresa
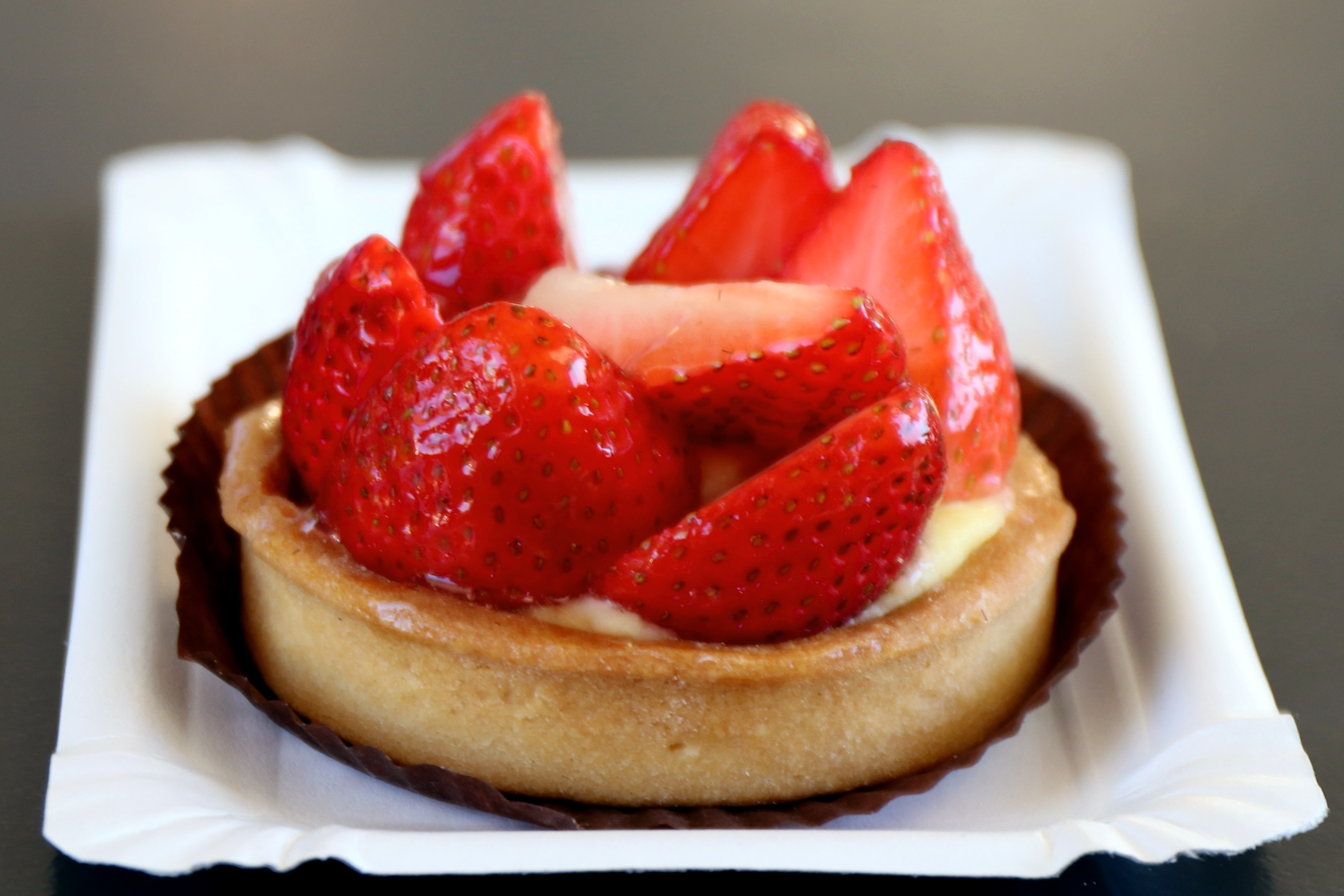
Tarta de Fresas